# Aschaffenburg Challenger 2004
L'Aschaffenburg Challenger 2004 è stato un torneo di tennis facente parte della categoria ATP Challenger Series nell'ambito dell'ATP Challenger Series 2004. Il torneo si è giocato a Aschaffenburg in Germania dal 7 al 12 settembre 2004 su campi in terra rossa.

## Vincitori

### Singolare
Leonardo Azzaro ha battuto in finale  Tobias Summerer con il punteggio di 6–4, 6(7)–7, 7–6(2)

### Doppio
Ota Fukárek /  Jan Vacek hanno battuto in finale  Kornel Bardoczky /  Gergely Kisgyorgy con il punteggio di 3–6, 6–4, 6–3